# Clásica Jaén Paraíso Interior 2024
La 3.ª edición de la clásica ciclista Clásica Jaén Paraíso Interior fue una carrera en España celebrada el 12 de febrero de 2024 con inicio en la ciudad de Baeza y final en la ciudad de Úbeda sobre un recorrido de 158,3 kilómetros.
La carrera formó parte del UCI Europe Tour 2024, calendario ciclístico de los Circuitos Continentales UCI, dentro de la categoría 1.1. El vencedor fue el español Oier Lazkano del Movistar, quien estuvo acompañado en el podio por el francés Bastien Tronchon del Decathlon AG2R La Mondiale y el esloveno Jan Tratnik del Visma | Lease a Bike, segundo y tercer clasificado respectivamente.

## Equipos participantes
Tomaron parte en la carrera 14 equipos: 5 de categoría UCI WorldTeam, 7 de categoría UCI ProTeam y 2 de categoría Continental. Formaron así un pelotón de 99 ciclistas de los que acabaron 45. Los equipos participantes fueron:
| WorldTeams (5)- Decathlon-AG2R La Mondiale - Ineos Grenadiers - Movistar Team - Team Visma \| Lease a Bike - UAE Team Emirates ProTeams (7)- Burgos-BH - Caja Rural-Seguros RGA - Euskaltel-Euskadi - Equipo Kern Pharma - Lotto Dstny - Q36.5 Pro Cycling Team - Team Flanders-Baloise Equipos continentales (2)- Illes Balears Arabay Cycling - Lidl-Trek Future Racing |
| |

## Clasificación final
- La clasificación finalizó de la siguiente forma:[4]

| \| Clasificación general \| Clasificación general \| Clasificación general \| Clasificación general \| Clasificación general \| \| Ciclista \| Ciclista \| Equipo \| Tiempo \| \| \| --------------------- \| --------------------- \| -------------------------- \| --------------------- \| --------------------- \| \| 1.º \| Oier Lazkano \| Movistar Team \| 3 h 43 min 50 s \| \| \| 2.º \| Bastien Tronchon \| Decathlon-AG2R La Mondiale \| + 28 s \| \| \| 3.º \| Jan Tratnik \| Team Visma \\| Lease a Bike \| + 28 s \| \| \| 4.º \| Tim Wellens \| UAE Team Emirates \| + 28 s \| \| \| 5.º \| Nicolas Prodhomme \| Decathlon-AG2R La Mondiale \| + 42 s \| \| \| 6.º \| Sepp Kuss \| Team Visma \\| Lease a Bike \| + 47 s \| \| \| 7.º \| Michał Kwiatkowski \| Ineos Grenadiers \| + 1 min 22 s \| \| \| 8.º \| Carlos Canal \| Movistar Team \| + 1 min 22 s \| \| \| 9.º \| Cedric Beullens \| Lotto Dstny \| + 1 min 22 s \| \| \| 10.º \| Marc Soler \| UAE Team Emirates \| + 1 min 22 s \| \| |                    |                            |                 |
| |                    |                            |                 |
| Fuente: ProCyclingStats |                    |                            |                 |
| Clasificación general |                    |                            |                 |
| Ciclista | Ciclista           | Equipo                     | Tiempo          |
| 1.º | Oier Lazkano       | Movistar Team              | 3 h 43 min 50 s |
| 2.º | Bastien Tronchon   | Decathlon-AG2R La Mondiale | + 28 s          |
| 3.º | Jan Tratnik        | Team Visma \| Lease a Bike | + 28 s          |
| 4.º | Tim Wellens        | UAE Team Emirates          | + 28 s          |
| 5.º | Nicolas Prodhomme  | Decathlon-AG2R La Mondiale | + 42 s          |
| 6.º | Sepp Kuss          | Team Visma \| Lease a Bike | + 47 s          |
| 7.º | Michał Kwiatkowski | Ineos Grenadiers           | + 1 min 22 s    |
| 8.º | Carlos Canal       | Movistar Team              | + 1 min 22 s    |
| 9.º | Cedric Beullens    | Lotto Dstny                | + 1 min 22 s    |
| 10.º | Marc Soler         | UAE Team Emirates          | + 1 min 22 s    |

## Ciclistas participantes y posiciones finales
Convenciones:
- AB-N: Abandono en la etapa "N"
- FLT-N: Retiro por llegada fuera del límite de tiempo en la etapa "N"
- NTS-N: No tomó la salida para la etapa "N"
- DES-N: Descalificado o expulsado en la etapa "N"

## UCI World Ranking
La Clásica de Jaén Paraíso Interior otorgó puntos para el UCI World Ranking para corredores de los equipos en las categorías UCI WorldTeam, UCI ProTeam y Continental. Las siguientes tablas son el baremo de puntuación y los diez corredores que obtuvieron más puntos:
| Posición              | 1.º | 2.º | 3.º | 4.º | 5.º | 6.º | 7.º | 8.º | 9.º | 10.º | 11.º | 12.º | 13.º-15.º | 16.º-25.º |
| Clasificación general | 125 | 85  | 70  | 60  | 50  | 40  | 35  | 30  | 25  | 20   | 15   | 10   | 5         | 3         |

| Clasificación |                    |                            |        |
| Posición      | Ciclista           | Equipo                     | Puntos |
| ------------- | ------------------ | -------------------------- | ------ |
| 1.º           | Oier Lazkano       | Movistar                   | 125    |
| 2.º           | Bastien Tronchon   | Decathlon AG2R La Mondiale | 85     |
| 3.º           | Jan Tratnik        | Visma \| Lease a Bike      | 70     |
| 4.º           | Tim Wellens        | UAE Emirates               | 60     |
| 5.º           | Nicolas Prodhomme  | Decathlon AG2R La Mondiale | 50     |
| 6.º           | Sepp Kuss          | Visma \| Lease a Bike      | 40     |
| 7.º           | Michał Kwiatkowski | INEOS Grenadiers           | 35     |
| 8.º           | Carlos Canal       | Movistar                   | 30     |
| 9.º           | Cedric Beullens    | Lotto Dstny                | 25     |
| 10.º          | Marc Soler         | UAE Emirates               | 20     |